# Фейр-плей
Фейр-плей або феєр-плей чи фер-плей (англ. Fair Play, "чесна гра", також англ. Sportsmanship) — збірка етичних та моральних законів, заснованих на благородстві, справедливості і честі в спорті.

## Фейр-плей в УЄФА

### Визначення
Дотримання принципів чесної гри у поведінці має найважливіше значення для успішної пропаганди спорту, його розвитку та популяризації. Це розвиває спортивний дух, спортивну поведінку футболістів, представників команд і глядачів, тим самим підвищуючи задоволення, що одержують від гри всі її учасники.

### Оцінка
З метою пропаганди чесності гри УЄФА кожний сезон веде підрахунок рейтингів «Фейр-плей» серед асоціацій на підставі матчів, зіграних клубами та збірними в турнірах УЄФА з 1 червня по 31 травня. Рейтинг обчислюється тільки для асоціацій, команди яких провели за зазначений період мінімально необхідну кількість матчів (загальна кількість матчів, поділена на число асоціацій).
З метою підрахунку рейтингів делегати УЄФА на матчах оцінюють дотримання цих принципів. Щонайбільше три асоціації, чий середній рейтинг «Фейр-плей» досягає восьми та більше, одержують додаткову путівку в Лігу Європи наступного сезону. Ці місця зарезервовані для клубів, що мають найвищий рейтинг «Фейр-плей» на національному рівні. Якщо ці клуби пробилися в єврокубки іншими шляхами, путівка в Лігу Європи дістається команді, що має найвищий рейтинг і не потрапила в європейські клубні турніри.
Після фінального свистка делегат УЄФА, призначений на матч, повинен проконсультуватися з рефері й, якщо можливо, суддівським спостерігачем, а потім заповнити бланк оцінки дотримання принципів «Фейр-плей». Головний арбітр матчу повинен поставити свій підпис у знак того, що дійсно обговорив питання «Фейр-плей» з делегатом.

### Методи оцінки
Бланк оцінки дотримання принципів «Фейр-плей» враховує кілька критеріїв:
Червоні й жовті картки (призводять до вирахування очок з початкової кількості в 10 балів):

— жовта картка — мінус одне очко;

— червона картка — мінус три очки.

Активна гра (максимум — 10 очок):

#### Позитивні фактори
— перевага атакуючої тактики над оборонною;

— прагнення збільшити темп гри;

— прагнення максимально використовувати ігровий час, наприклад, якомога швидше введення м'яча в гру навіть за умови виграшного рахунку;

— прагнення вразити ворота суперника, навіть якщо потрібний результат уже досягнутий.

#### Негативні фактори
— зниження темпу гри;

— затягування часу;

— тактика, заснована на порушенні правил;

— симуляція, і т. д.

#### Повага до суперника (максимум— п'ять очок)
— допомога супернику, котрий одержав травму.

#### Повага доарбітра(максимум— п'ять очок)
— доброзичливе ставлення до арбітра;

— спокійна реакція на спірні рішення арбітра.

#### Поведінка представників команди (максимум— п'ять очок)
— спроби заспокоїти або спровокувати розгніваних гравців або вболівальників;

— реакція на рішення арбітра.

#### Поведінка глядачів (максимум— п'ять очок)
— прагнення підтримати команди скандуванням, співом і так далі відповідно до духу «Фейр-плей»;

— повага до команди суперника, арбітра й уболівальників команди суперника.

#### Загальна оцінка
— Загальна оцінка команди обчислюється шляхом додавання очок за окремі критерії, ділення отриманої суми на максимальну кількість очок і множення отриманої частки на 10.

— Як правило, максимальна кількість очок — 40. Якщо, наприклад, команду підтримує зовсім незначна кількість вболівальників, така, що пункт «Поведінка глядачів» для неї оцінювати неможливо, максимальна кількість очок скорочується до 35.

— Загальна оцінка обчислюється з точністю до третього знака після коми й не округляється.